# Ryszard Konkolewski
Ryszard Konkolewski (Krzcin, 20 de mayo de 1952) es un deportista polaco que compitió en ciclismo en la modalidad de pista. Ganó una medalla de bronce en el Campeonato Mundial de Ciclismo en Pista de 1981, en la prueba de tándem.

## Medallero internacional
| Campeonato Mundial | Campeonato Mundial     | Campeonato Mundial | Campeonato Mundial |
| Año                | Lugar                  | Medalla            | Competición        |
| ------------------ | ---------------------- | ------------------ | ------------------ |
| 1981               | Brno ( Checoslovaquia) | Medalla de bronce  | Tándem (A)         |